# Ryan Casciaro
Ryan Casciaro (Gibilterra, 17 dicembre 1984) è un allenatore di calcio ed ex calciatore gibilterriano, di ruolo difensore.
È stato il primo calciatore gibilterriano della storia a siglare un gol in una partita ufficiale di UEFA Champions League.

## Carriera

### Club
Di professione poliziotto, Casciaro è un difensore part-time che gioca per la squadra gibilterriana del Lincoln dal 2006 insieme ai fratelli Lee e Kyle, vincendo tutte le edizioni dei campionati nazionali e gran parte delle coppe nazionali, tuttavia senza qualificarsi per la UEFA Champions League poiché la Federazione non era un membro della UEFA.
Per vedere le squadre di Gibilterra partecipare a questa prestigiosa competizione occorre aspettare fino al 2014, quando con il Lincoln Red Imps gioca per la prima volta in assoluto entrambe le partite del primo turno di Champions League 2014-2015 contro l'Havnar Bóltfelag, senza però riuscire a qualificarsi al turno successivo.
Casciaro riesce con la sua squadra a raggiungere per la prima volta il secondo turno di qualificazione di Champions durante l'edizione 2016. In questa occasione, il 12 luglio 2016, il difensore risulta essere il primo storico marcatore dei gibilterriani in UEFA Champions League, siglando l'unico gol della partita che permette al Lincoln Red Imps di battere i titolati campioni scozzesi del Celtic guidati da Brendan Rodgers.

### Nazionale
Nonostante sia già stato convocato più volte dalla selezione di Gibilterra, il 19 novembre del 2013 gioca la prima partita ufficiale da quando Gibilterra è riconosciuta dalla UEFA, scendendo in campo nell'amichevole contro la Slovacchia, conclusasi 0-0. Il 29 marzo 2015 durante un'amichevole contro la Scozia realizza l'assist per il fratello Lee, che segnerà il primo gol della storia per Gibilterra. La partita si concluderà con il punteggio di 6-1 per i cugini scozzesi.

## Palmarès

### Club

#### Competizioni nazionali
- Gibraltar Premier Division: 10

Lincoln: 2007, 2008, 2009, 2010, 2011, 2012, 2012-2013, 2013-2014, 2014-15, 2015-16
- Rock Cup: 8

Lincoln: 2007, 2008, 2009, 2010, 2011, 2013-2014, 2014-2015, 2015-16
- Pepe Reyes Cup: 7

Lincoln: 2007, 2008, 2009, 2010, 2011, 2014, 2015

## Statistiche

### Cronologia presenze e reti in Nazionale
| Cronologia completa delle presenze e delle reti in nazionale ― Gibilterra | Cronologia completa delle presenze e delle reti in nazionale ― Gibilterra | Cronologia completa delle presenze e delle reti in nazionale ― Gibilterra | Cronologia completa delle presenze e delle reti in nazionale ― Gibilterra | Cronologia completa delle presenze e delle reti in nazionale ― Gibilterra | Cronologia completa delle presenze e delle reti in nazionale ― Gibilterra | Cronologia completa delle presenze e delle reti in nazionale ― Gibilterra | Cronologia completa delle presenze e delle reti in nazionale ― Gibilterra |
| Data                                                                      | Città                                                                     | In casa                                                                   | Risultato                                                                 | Ospiti                                                                    | Competizione                                                              | Reti                                                                      | Note                                                                      |
| ------------------------------------------------------------------------- | ------------------------------------------------------------------------- | ------------------------------------------------------------------------- | ------------------------------------------------------------------------- | ------------------------------------------------------------------------- | ------------------------------------------------------------------------- | ------------------------------------------------------------------------- | ------------------------------------------------------------------------- |
| 19-11-2013                                                                | Faro                                                                      | Gibilterra                                                                | 0 – 0                                                                     | Slovacchia                                                                | Amichevole                                                                | -                                                                         | [ 2 ]                                                                     |
| 1-3-2014                                                                  | Gibilterra                                                                | Gibilterra                                                                | 1 – 4                                                                     | Fær Øer                                                                   | Amichevole                                                                | -                                                                         | [ 3 ]                                                                     |
| 5-3-2014                                                                  | Gibilterra                                                                | Gibilterra                                                                | 0 – 2                                                                     | Estonia                                                                   | Amichevole                                                                | -                                                                         |                                                                           |
| 26-5-2014                                                                 | Tallinn                                                                   | Estonia                                                                   | 1 – 1                                                                     | Gibilterra                                                                | Amichevole                                                                | -                                                                         | 90’                                                                       |
| 4-6-2014                                                                  | Loulé                                                                     | Gibilterra                                                                | 1 – 0                                                                     | Malta                                                                     | Amichevole                                                                | -                                                                         |                                                                           |
| 7-9-2014                                                                  | Faro                                                                      | Gibilterra                                                                | 0 – 7                                                                     | Polonia                                                                   | Qual. Euro 2016                                                           | -                                                                         |                                                                           |
| 11-10-2014                                                                | Dublino                                                                   | Irlanda                                                                   | 7 – 0                                                                     | Gibilterra                                                                | Qual. Euro 2016                                                           | -                                                                         |                                                                           |
| 14-10-2014                                                                | Faro                                                                      | Gibilterra                                                                | 0 – 3                                                                     | Georgia                                                                   | Qual. Euro 2016                                                           | -                                                                         | 33’                                                                       |
| 14-11-2014                                                                | Norimberga                                                                | Germania                                                                  | 4 – 0                                                                     | Gibilterra                                                                | Qual. Euro 2016                                                           | -                                                                         |                                                                           |
| 29-3-2015                                                                 | Glasgow                                                                   | Scozia                                                                    | 6 – 1                                                                     | Gibilterra                                                                | Qual. Euro 2016                                                           | -                                                                         |                                                                           |
| 7-6-2015                                                                  | Varaždin                                                                  | Croazia                                                                   | 4 – 0                                                                     | Gibilterra                                                                | Amichevole                                                                | -                                                                         |                                                                           |
| 13-6-2015                                                                 | Faro                                                                      | Gibilterra                                                                | 0 – 7                                                                     | Germania                                                                  | Qual. Euro 2016                                                           | -                                                                         |                                                                           |
| 8-10-2015                                                                 | Tbilisi                                                                   | Georgia                                                                   | 4 – 0                                                                     | Gibilterra                                                                | Qual. Euro 2016                                                           | -                                                                         |                                                                           |
| 11-10-2015                                                                | Loulé                                                                     | Gibilterra                                                                | 0 – 6                                                                     | Scozia                                                                    | Qual. Euro 2016                                                           | -                                                                         |                                                                           |
| 23-3-2016                                                                 | Gibilterra                                                                | Gibilterra                                                                | 0 – 0                                                                     | Liechtenstein                                                             | Amichevole                                                                | -                                                                         |                                                                           |
| 29-3-2016                                                                 | Gibilterra                                                                | Gibilterra                                                                | 0 – 5                                                                     | Lettonia                                                                  | Amichevole                                                                | -                                                                         |                                                                           |
| 1-9-2016                                                                  | Porto                                                                     | Portogallo                                                                | 5 – 0                                                                     | Gibilterra                                                                | Amichevole                                                                | -                                                                         |                                                                           |
| 6-9-2016                                                                  | Faro                                                                      | Gibilterra                                                                | 1 – 4                                                                     | Grecia                                                                    | Qual. Mondiali 2018                                                       | -                                                                         |                                                                           |
| 7-10-2016                                                                 | Tallinn                                                                   | Estonia                                                                   | 4 – 0                                                                     | Gibilterra                                                                | Qual. Mondiali 2018                                                       | -                                                                         |                                                                           |
| 10-10-2016                                                                | Faro                                                                      | Gibilterra                                                                | 0 – 6                                                                     | Belgio                                                                    | Qual. Mondiali 2018                                                       | -                                                                         |                                                                           |
| 13-11-2016                                                                | Nicosia                                                                   | Cipro                                                                     | 3 – 1                                                                     | Gibilterra                                                                | Qual. Mondiali 2018                                                       | -                                                                         |                                                                           |
| 9-6-2017                                                                  | Faro                                                                      | Gibilterra                                                                | 1 – 2                                                                     | Cipro                                                                     | Qual. Mondiali 2018                                                       | -                                                                         | 82’                                                                       |
| 31-8-2017                                                                 | Liegi                                                                     | Belgio                                                                    | 9 – 0                                                                     | Gibilterra                                                                | Qual. Mondiali 2018                                                       | -                                                                         | 74’                                                                       |
| 25-3-2018                                                                 | Gibilterra                                                                | Gibilterra                                                                | 1 – 0                                                                     | Lettonia                                                                  | Amichevole                                                                | -                                                                         | 69’                                                                       |
| Totale                                                                    |                                                                           | Presenze                                                                  | 24                                                                        |                                                                           | Reti                                                                      | 0                                                                         |                                                                           |